# کاردک

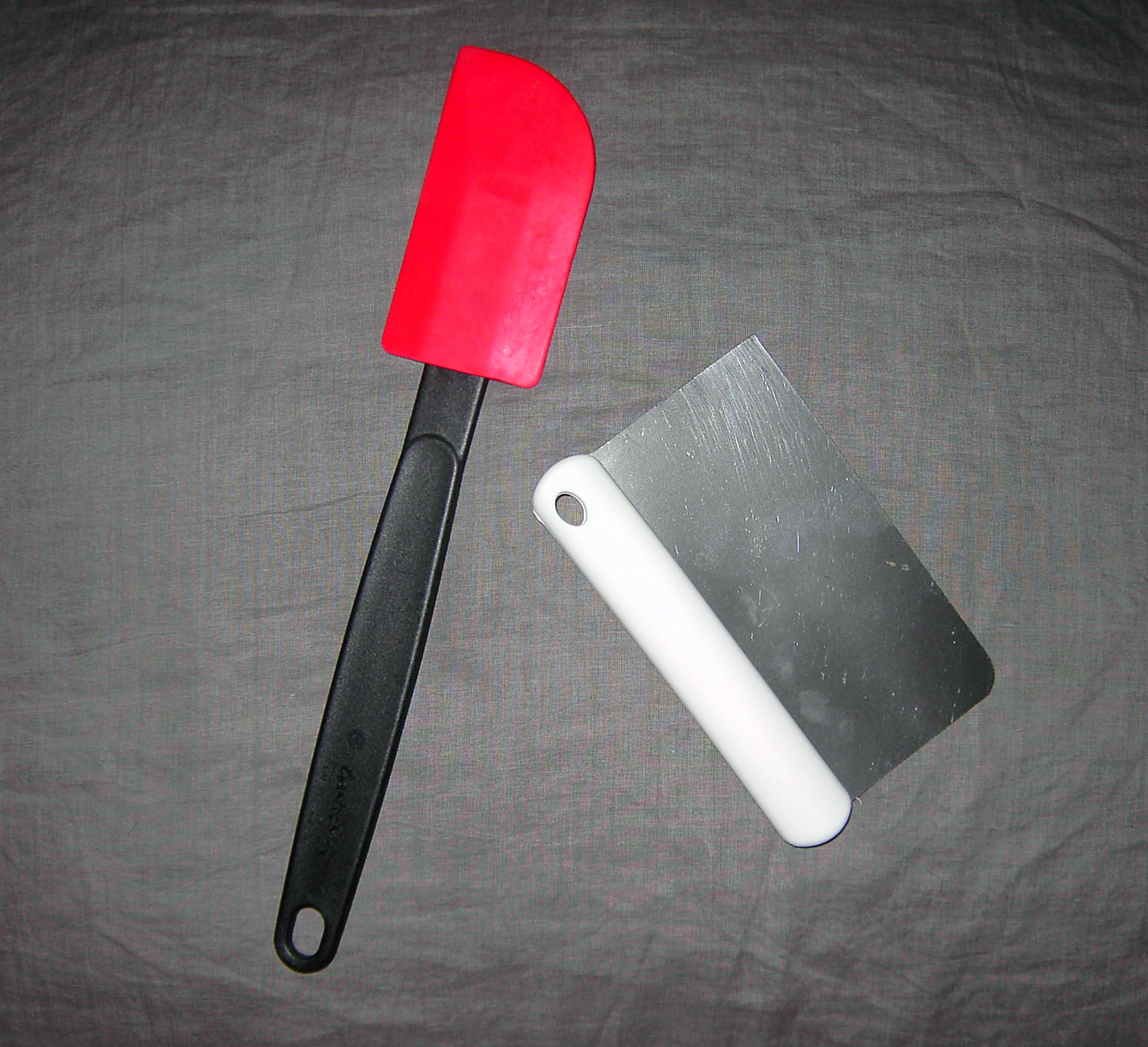
نمونه‌هایی از لیسک در آشپزی

کاردک تیغه‌ای پهن، صاف و انعطاف‌پذیر است که برای مخلوط کردن، پخش کردن و بلند کردن مواد استفاده می‌شود. این وسیله استفاده‌های گوناگونی دارد، مانند در گچ‌بری یا در نقاشی، و ممکن است بسته به کاربرد، نام‌های متفاوتی نیز داشته باشد، از جمله لیسک در آشپزخانه. معادل انگلیسی آن (Spatula) حتی برای کف‌گیر به‌کار می‌رود.